# شهرستان کوره
شهرستان کوره (به عربی: قضاء الکورة) یک سکونتگاه مسکونی در لبنان است که در استان شمالی لبنان واقع شده‌است.

## خصوصیات
استان کوره ۱۷۳ کیلومترمربع مساحت و ۷۰٬۰۰۰ نفر جمعیت دارد. ۵۲ روستا دارد و بزرگترین شهر آن امیون است که در سال ۲۰۱۰ ساکنان آن ۱۰۰۰۰نفر بودند. این منطقه که از دریای مدیترانه تا کوه لبنان کشیده شده، به درختان زیتون و محصولات آن از جمله روغن زیتون شناخته شده است. باغ های زیتون کوره، بزرگترین باغ های لبنان هستند.